# Dickinson (Teksas)
Dickinson – miasto w Stanach Zjednoczonych, w stanie Teksas, w hrabstwie Galveston.

## Demografia
Według przeprowadzonego przez United States Census Bureau spisu powszechnego w 2010 miasto liczyło 18 680 mieszkańców, co oznacza wzrost o 9,3% w porównaniu do roku 2000. Natomiast skład etniczny w mieście wyglądał następująco: Biali 70,5%, Afroamerykanie 11,5%, Azjaci 1,9%, pozostali 16,1%.